# Stanisław Rogowski (generał)
Stanisław Rogowski (ur. 23 września 1925 w Rykowie k. Złoczowa, zm. 29 czerwca 2018) – generał brygady WP.

## Życiorys
Do wybuchu wojny skończył jedną klasę gimnazjum. W nocy z 9 na 10 lutego 1940 wraz z rodziną deportowany w głąb ZSRR do Obwodu Komi, gdzie pracował przy wyrębie tajgi. W sierpniu 1943 wstąpił do Armii Polskiej w ZSRR. Dowódca plutonu, potem zastępca dowódcy kompanii ds. polityczno-wychowawczych. W 1944 skończył Oficerską Szkołę Polityczno-Wychowawczą 1 Armii WP. Walczył w szeregach 1 Armii WP na szlaku od Smoleńska do Berlina. 1947 skończył roczny kurs doskonalenia oficerów w Oficerskiej Szkole Broni Pancernej w Modlinie. W 1949 został szefem sztabu batalionu w 6 pułku czołgów ciężkich we Wrocławiu, później był szefem sztabu tego pułku. 1954 skończył studia w Wieczorowej Szkole Inżynierskiej we Wrocławiu. Zastępca komendanta Poligonu Naukowo-Badawczego Sprzętu Pancernego i Motoryzacyjnego w Sulejówku. 1961–1968 szef oddziału, potem szef rewizji w Sztabie Warszawskiego Okręgu Wojskowego. W 1962 został magistrem inżynierem na Wydziale Mechaniczno-Technologicznym Politechniki Warszawskiej. 1968–1982 szef Zarządu Planowania Materiałowego Sztabu Generalnego WP. 1971 ukończył wyższy kurs w Akademii Sztabu Generalnego. W 1978 otrzymał nagrodę MON II stopnia w dziedzinie nauk ekonomicznych. W październiku 1974 mianowany generałem brygady; nominację wręczył mu w Belwederze przewodniczący Rady Państwa PRL prof. Henryk Jabłoński w obecności I sekretarza KC PZPR Edwarda Gierka. 1982–1986 zastępca szefa Komitetu Technicznego Zjednoczonych Sił Zbrojnych Państw-Stron Układu Warszawskiego w Moskwie. Następnie był zastępcą komendanta Wojskowej Akademii Technicznej ds. technicznych w Warszawie. 20 kwietnia 1990 pożegnany przez ministra obrony narodowej gen. armii Floriana Siwickiego w związku z zakończeniem zawodowej służby wojskowej i w listopadzie 1990 przeszedł w stan spoczynku.
Był mężem Alicji ze Szczepańskich (1925–2018).
Zmarł 29 czerwca 2018 i został pochowany na Cmentarzu Komunalnym Północnym w Warszawie (kwatera S-VI-17/18-24-4).

## Ordery i odznaczenia
- Order Sztandaru Pracy II klasy
- Krzyż Komandorski Orderu Odrodzenia Polski
- Krzyż Oficerski Orderu Odrodzenia Polski (1972)
- Krzyż Kawalerski Orderu Odrodzenia Polski
- Złoty Krzyż Zasługi
- Krzyż Walecznych
- Srebrny Medal „Zasłużonym na Polu Chwały”
- Medal 30-lecia Polski Ludowej
- Medal 40-lecia Polski Ludowej
- Złoty Medal „Siły Zbrojne w Służbie Ojczyzny”
- Srebrny Medal „Siły Zbrojne w Służbie Ojczyzny”
- Brązowy Medal „Siły Zbrojne w Służbie Ojczyzny”
- Medal 10-lecia Polski Ludowej
- Złoty Medal „Za zasługi dla obronności kraju”
- Srebrny Medal „Za zasługi dla obronności kraju”
- Brązowy Medal „Za zasługi dla obronności kraju”
- Złota odznaka honorowa „Za Zasługi dla Warszawy” (1977)[3]